# 명문고등학교
명문고등학교 (明文高等學校)는 대한민국 경기도 광명시 광명동에 있는 공립 고등학교이다.

## 학교 연혁
- 1975년 12월 6일 : 광명여자고등학교 6학급 인가
- 1976년 3월 3일 : 초대 교장 김두한 취임
- 1976년 3월 3일 : 2학급 입학, 개교
- 1979년 2월 24일 : 제1회 졸업(2학급 112명)
- 1982년 8월 30일 : 교육정상화를 위한 시범학교 지정
- 1996년 9월 17일 : 강당(목란관) 신축
- 1997년 12월 5일 : 학교 상징탑 건립
- 2002년 10월 11일 : 45학급 인가
- 2003년 8월 7일 : 남녀공학 개편 승인
- 2004년 1월 15일 : 명문고등학교 교명 변경 승인
- 2023년 3월 2일 : 제17대 임기수 교장 취임
- 2024년 1월 4일 : 제46회 졸업식 266명, 총 19,617명
- 2024년 3월 4일 : 2024학년도 입학식 295명

## 참고 자료
- 명문고등학교 - 한국교육학술정보원 학교알리미